# Deliktsfähigkeit
Deliktsfähigkeit bezeichnet in Deutschland die Fähigkeit einer Person, für einen Schaden, den sie einem anderen zufügt, deliktsrechtlich verantwortlich und zum Schadensersatz verpflichtet zu sein. Abzugrenzen davon ist die Frage nach der strafrechtlichen Schuldfähigkeit.

## Deliktsfähigkeit

### Volljährige
Wer vorsätzlich oder fahrlässig ein Rechtsgut eines anderen widerrechtlich verletzt, ist dem anderen grundsätzlich zum Ersatz des daraus entstehenden Schadens verpflichtet (§ 823 Abs. 1 BGB).
Sowohl die Bewusstlosigkeit als auch die freie Willensbestimmung ausschließende Zustände krankhafter Störung der Geistestätigkeit schließen die Deliktsfähigkeit aus (§ 827 Satz 1 BGB). Dazu zählen psychische Krankheiten, schwere geistige Behinderungen und Hirnabbauprozesse wie beim Korsakow-Syndrom, die die Freiheit der Willensbildung und Selbstbestimmung nach Art, Intensität und Ausmaß einer Bewusstlosigkeit vergleichbar aufheben. Eine Minderung der Verstandes- und Willenskraft genügt nicht. Der Schädiger muss nicht mehr in der Lage sein, sein Verhalten von vernünftigen Erwägungen leiten zu lassen, was insbesondere im Falle einer Wahnsymptomatik gegeben sein kann. „Lichte Momente“ (lucida intervalla) schließen die Deliktsunfähigkeit kurzzeitig aus. Bei selbst verursachten Rauschzuständen, insbesondere durch Alkohol, scheidet gem. § 827 Satz 2 BGB nur eine Haftung wegen Vorsatzes aus, nicht aber die Schadenszufügung selbst. Deshalb besteht eine zivilrechtliche Verantwortlichkeit nur dann, wenn die begangene unerlaubte Handlung auch bei fahrlässiger Begehung zum Ersatz verpflichtet (beispielsweise eine fahrlässige Körperverletzung), nicht hingegen für Handlungen, die Vorsatz voraussetzen, wie das bei einer Haftung nach § 826 BGB der Fall ist. Die Beweislast für seine Unzurechnungsfähigkeit trägt der Schädiger, etwa durch Vorlage ärztlicher Gutachten und Atteste.
Auch Personen, die unter rechtlicher Betreuung (§§ 1814 ff. BGB) stehen, haften grundsätzlich selbst für Schäden, die sie anderen zufügen. Die Bestellung eines gesetzlichen Betreuers als solche führt den Ausschluss der Verantwortlichkeit nicht herbei. Der Betreute haftet allerdings nicht, wenn er den Schaden im Zustand der Unzurechnungsfähigkeit verursacht hat. Gem. § 827 BGB kommt es ausschließlich auf den konkreten psychischen Zustand zum Zeitpunkt der Schadensverursachung an. Möglich ist jedoch eine Haftung des Betreuers wegen Verletzung seiner Aufsichtspflicht gem. § 832 BGB.

### Minderjährige
Die Frage der Delikts(un)fähigkeit von Minderjährigen wird in Deutschland in § 828 BGB geregelt.
Eine Person, die das siebte Lebensjahr noch nicht vollendet hat, ist für einen Schaden, den sie einem anderen zufügt, nicht verantwortlich (§ 828 Abs. 1 BGB). Sie ist also für einen fahrlässig oder vorsätzlich angerichteten Schaden nicht zum Schadensersatz verpflichtet.
Wer das siebte, aber nicht das zehnte Lebensjahr vollendet hat, ist für einen fahrlässig verursachten Schaden nicht verantwortlich, den er bei einem Unfall anrichtet, an dem ein Kraftfahrzeug, eine Schienenbahn oder eine Schwebebahn beteiligt ist (§ 828 Abs. 2 BGB). Die Rechtsprechung nimmt nach Sinn und Zweck des § 828 Abs. 2 jedoch eine teleologische Reduktion vor. Die Verantwortlichkeit des Kindes ist nur dann ausgeschlossen, wenn sich in dem Unfall eine dem motorisierten Verkehr eigene Gefährdungssituation realisiert, die ein Kind dieses Alters typischerweise überfordert. Im ruhenden Verkehr – etwa wenn das Kind ein parkendes Auto beschädigt – tritt der Haftungsausschluss daher in der Regel nicht ein.
Wer das 7. bzw. 10., aber noch nicht das 18. Lebensjahr vollendet hat, ist für den Schaden, den er einem anderen zugefügt hat, nicht verantwortlich, wenn er beim Begehen der schädigenden Handlung nicht die zur Erkenntnis der Verantwortlichkeit erforderliche Einsicht hatte (§ 828 Abs. 3 BGB).

### Zusammenfassung
Deliktsfähig sind alle Personen, die nicht deliktsunfähig oder nur bedingt deliktsfähig sind:
Deliktsunfähig sind
- Kinder bis zum 7. vollendeten Lebensjahr (§ 828 Abs. 1 BGB),
- Kinder bis zum 10. vollendeten Lebensjahr, wenn sie bei einem Unfall mit einem Kraftfahrzeug, einer Schienenbahn oder einer Schwebebahn einen Schaden verursachen und nicht vorsätzlich handeln (§ 828 Abs. 2 BGB),
- bewusstlose und psychisch erkrankte Menschen, sofern sie einen vorübergehenden Zustand solcher Art nicht selbstverschuldet verursacht haben (bspw. durch Drogen- oder übermäßigen Alkoholkonsum) (§ 827 BGB).

Bedingt deliktsfähig sind
- Kinder und Jugendliche vom 8. bis zum 18. Lebensjahr (§ 828 Abs. 3 BGB)

Die beschränkte Deliktsfähigkeit Taubstummer wurde zum 1. August 2002 abgeschafft.

## Feststellung der Deliktsfähigkeit
Ob bei einem über 7-Jährigen (bzw. bei Verkehrsdelikten bei einem über 10-Jährigen) die nötige Verantwortungsreife im Sinne des § 828 BGB vorliegt und ob die Verantwortung wegen Bewusstlosigkeit oder psychischen Störungen ausgeschlossen ist, ist im Streitfall durch den zuständigen Richter des Amts- oder Landgerichtes zu klären. Denn die Frage der Deliktsfähigkeit ist ebenso wie die der Geschäftsfähigkeit letztlich eine juristische Feststellung, obwohl ihr medizinische oder entwicklungspsychologische Fragen zu Grunde liegen, die gegebenenfalls durch ein vom Gericht einzuholendes Sachverständigengutachten zu ermitteln ist.

## Haftung trotz Deliktsunfähigkeit
Nach § 829 BGB besteht eine verschuldensunabhängige Schadensersatzpflicht Deliktsunfähiger, wenn dies die Billigkeit erfordert. Maßgeblich sind die Verhältnisse der Beteiligten. Dem Schädiger dürfen durch den Schadensersatz nicht die Mittel entzogen werden, deren er zum angemessenen Unterhalt sowie zur Erfüllung seiner gesetzlichen Unterhaltspflichten bedarf. Mit anderen Worten: der Schädiger, der so reich ist, dass er durch die Leistung des Schadensersatzes nicht wesentlich beeinträchtigt wird, muss für den Schaden ganz oder teilweise aufkommen. Daher wird § 829 BGB gelegentlich auch „Millionärsparagraph“ genannt.
Die Billigkeitshaftung des Deliktsunfähigen ist ausgeschlossen, sofern der Ersatz des Schadens von einem aufsichtspflichtigen Dritten wegen Verletzung der Aufsichtspflicht nach § 832 BGB erlangt werden kann. 
Wenn ein Deliktsunfähiger einen Schaden verursacht, muss auch seine (private) Haftpflichtversicherung für den angerichteten Schaden nicht aufkommen.